# Noryangjin (métro de Séoul)
Noryangjin (hangeul : 노량진 ; hanja : 鷺梁津) est une station, de correspondance, entre la ligne 1 et la ligne 9 du métro de Séoul. Elle est située au 151 Noryangjin-ro, dans l'arrondissement Dongjak-gu de la ville de Séoul, en Corée du Sud.
La gare d'origine est ouverte en 1899, elle devient une station de correspondance entre la ligne 1 et la ligne 9 en 2011. Elle est desservie par les rames omnibus et express du service de la ligne 1 et les rames omnibus et express du service de la ligne 9.

## Situation sur le réseau

Plan du réseau du métro de Séoul (2023)

Noryangjin, est une station de correspondance entre la ligne 1 et la ligne 9 du métro de Séoul : 
sur la ligne 1, établie en surface, la station Noryangjin est située sur la section principale, entre la station Yongsan, en direction du terminus nord Yeoncheon, et la station Daebang, en direction du terminus ouest Incheon, ou du terminus de branche Sinchang via la station de bifurcation Guro ;
sur la ligne 9, établie en surface, elle est située entre la station Saetgang, en direction du terminus ouest Gaehwa et la station Nodeul, en direction du terminus est VHS Medical Center.

## Histoire

### Gare ferroviaire
La gare Noryangjin est mise en service le 18 septembre 1899 sur la sur la ligne Gyeongin, qui reliait Séoul à Incheon.
Un service de trains de voyageurs se poursuit jusqu'en 2005.

### Station de métro
Le bâtiment de la station est achevé le 15 mai 1971. Néanmoins la station Noryangjin, de la ligne 1 du métro de Séoul, est mise en service 15 août 1974 lors de l'ouverture à l'exploitation de la section de la station Gare de Séoul à la station Suwon.
Elle devient une station de correspondance le 24 juillet 2009, lors de l'ouverture à l'exploitation de la section de Gaehwa à Sinnonhyeon de la ligne 9. L'organisation de la correspondance entre les deux station est réaménagé et ouvert le 5 octobre 2011. 

## Services aux voyageurs

### Accès et accueil
La station est située au 151 Noryangjin-ro, dans l'arrondissement Dongjak-gu. Les bouches numérotées de 1 à 8 sont situées de part et d'autre de la Noryangjin-ro. Les bouches n°1 et n°2 donnent un accès directe à la station en surface de la ligne 1. Les autres bouches permettent de rejoindre la station souterraine de la ligne 9. Des ascenseurs sont réservés aux personnes à la mobilité réduite.

### Desserte

#### Station ligne 1
Noryangjin est desservie par les rames des services omnibus et express de la ligne 1.

Installations ligne 1
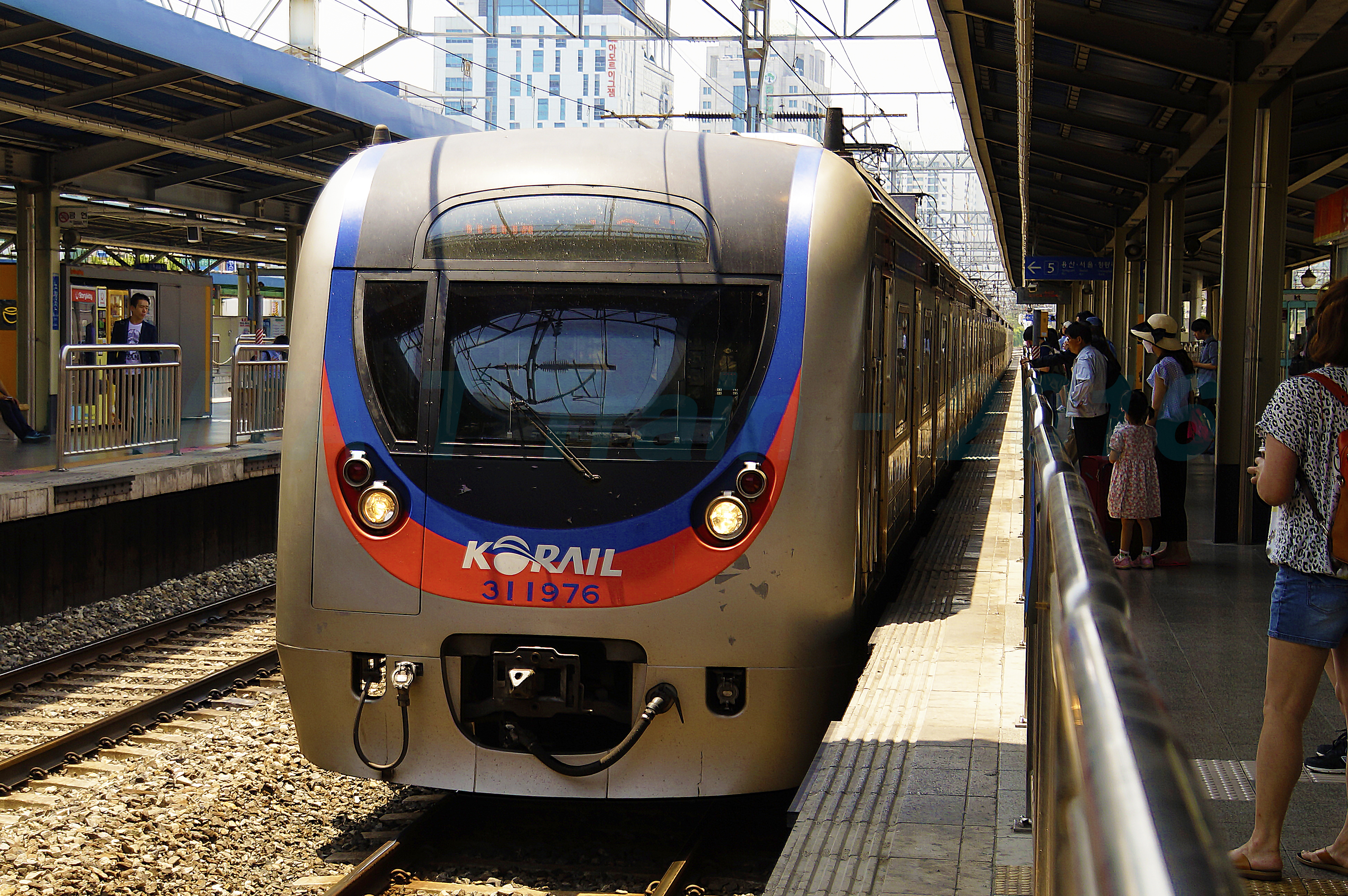
En 2015.
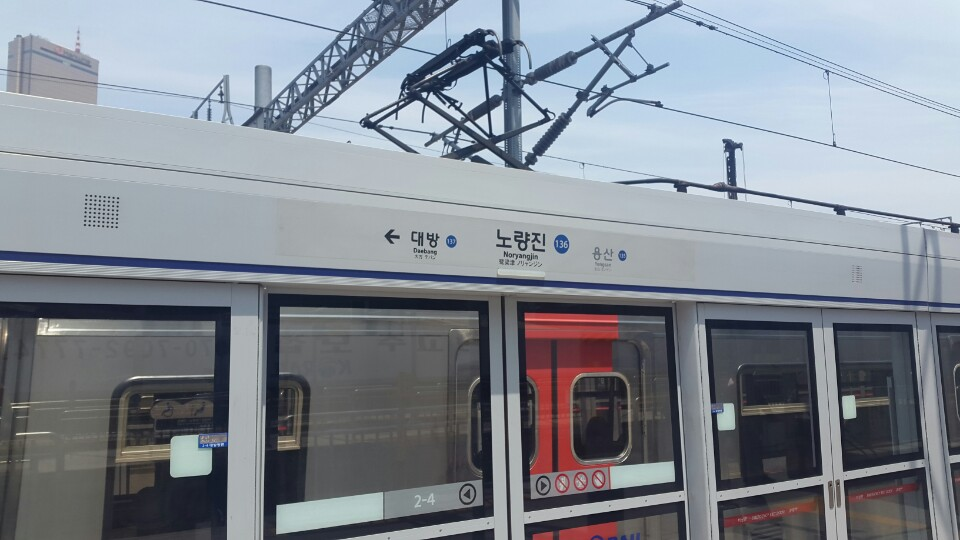
En 2017.
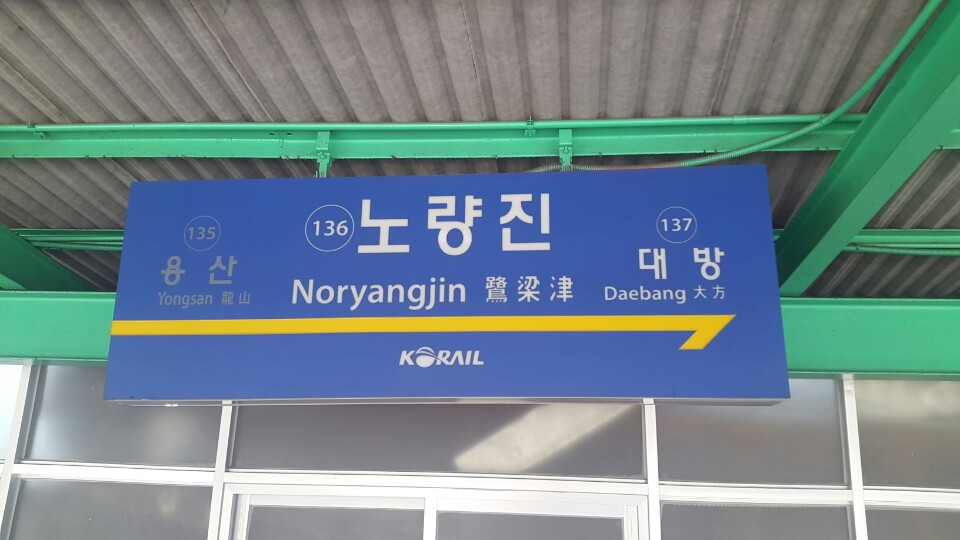
En 2017.

#### Station ligne 9
Noryangjin est desservie par les rames des services omnibus et express de la ligne 9.

Installations ligne 9
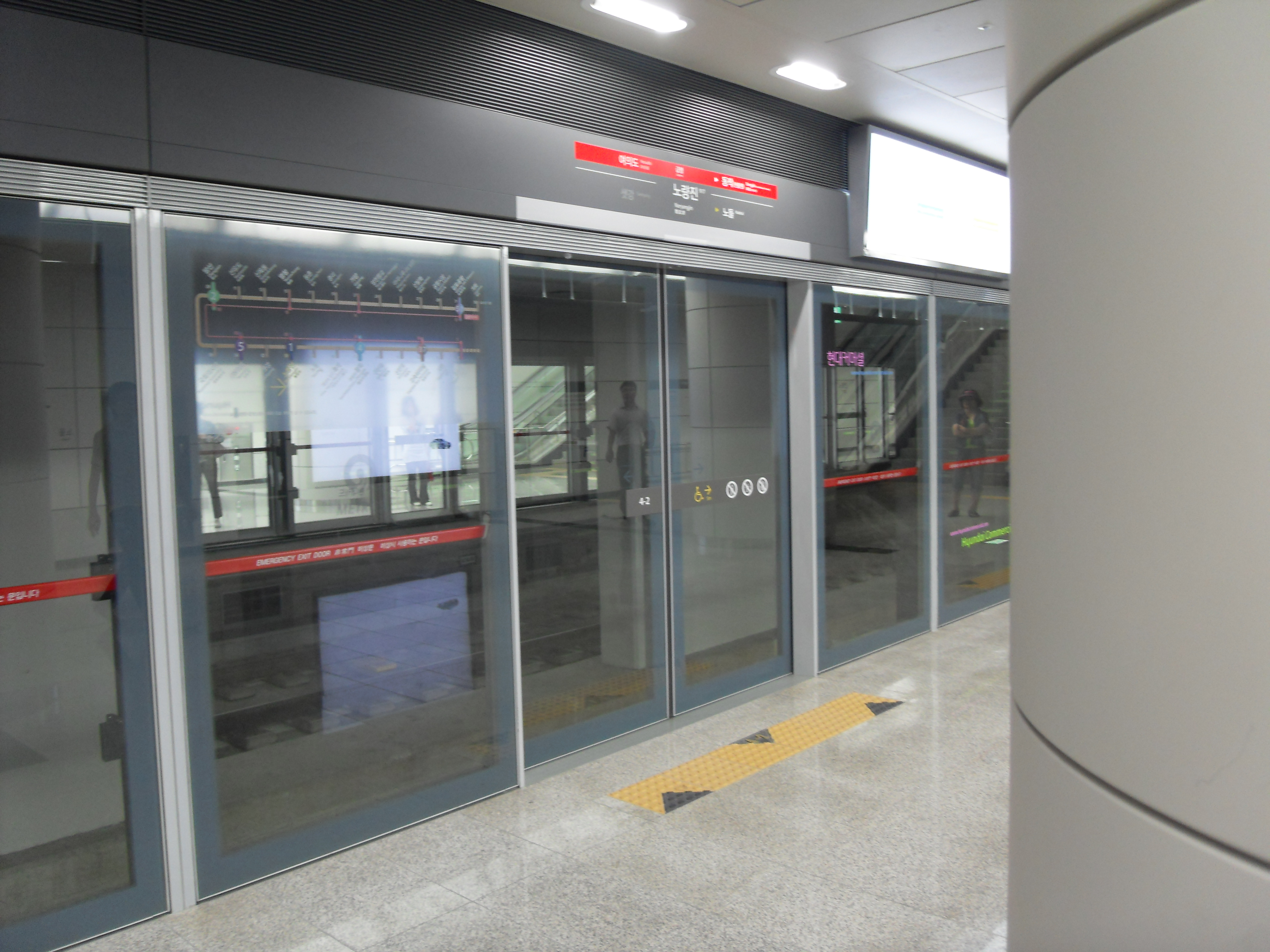
En 2009.
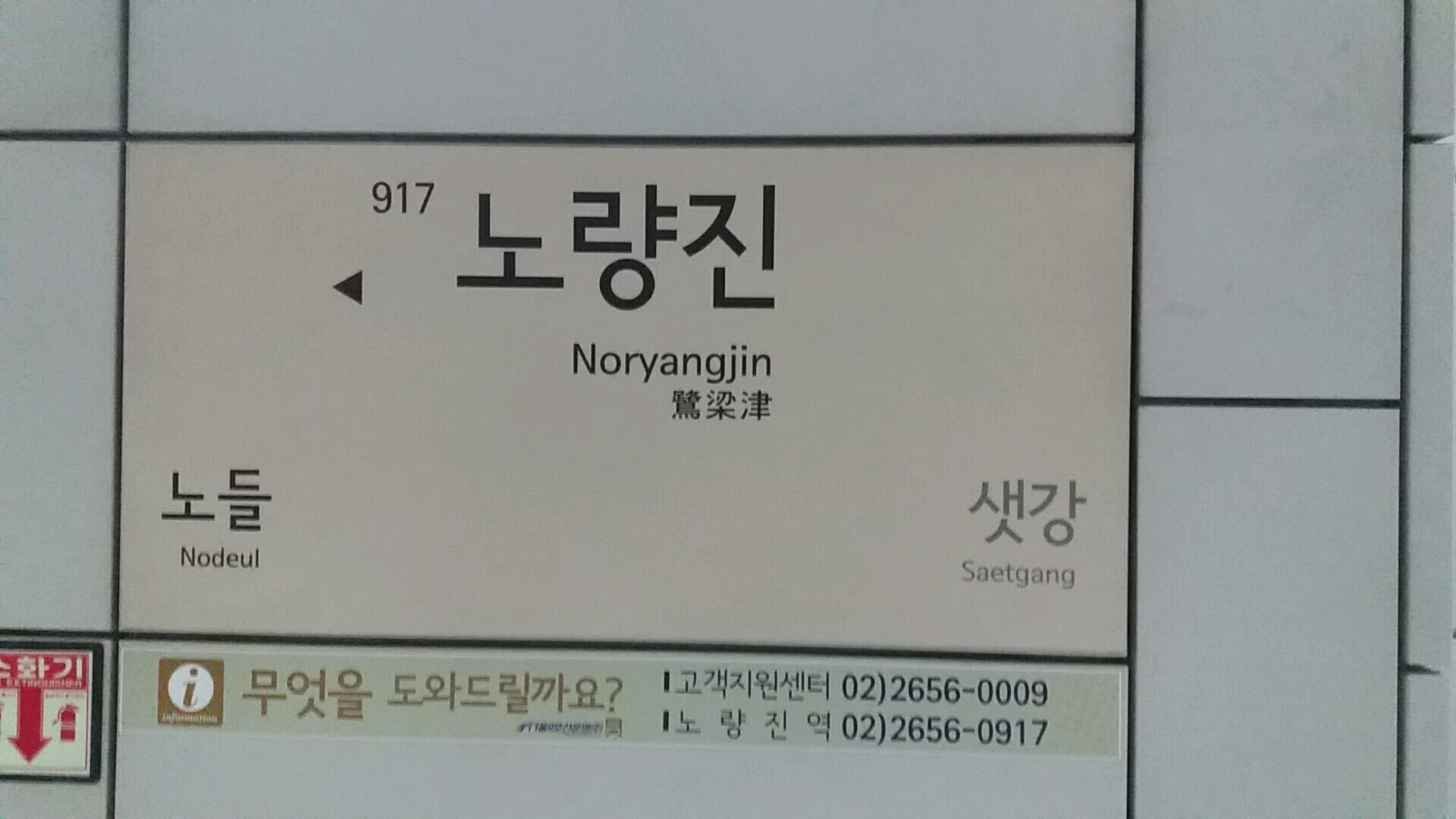
En 2016.
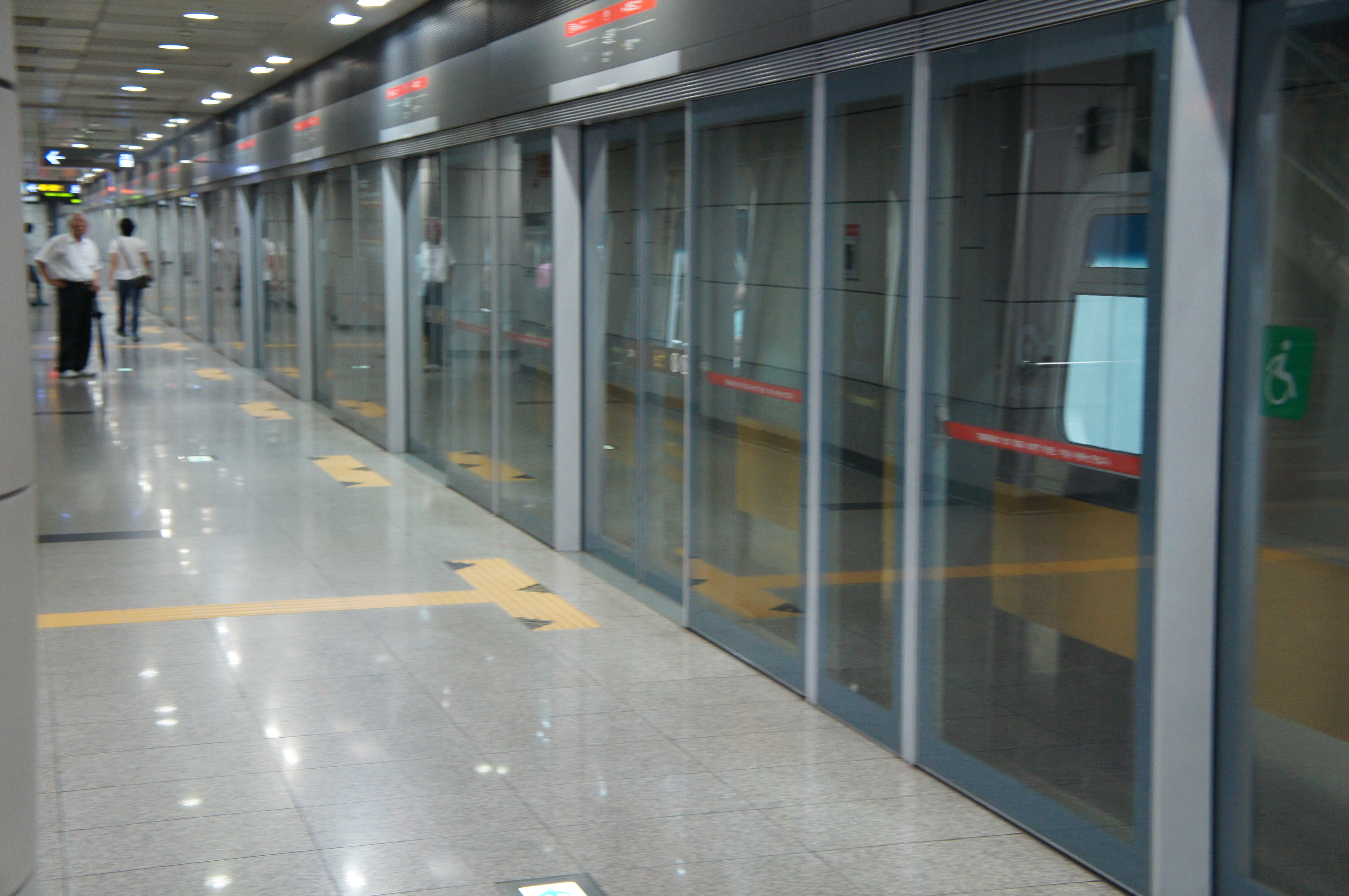
En 2014.

### Intermodalité
Des arrêts de bus sont situés à proximité.

## À proximité
Elle dessert notamment le Marché aux poissons de Noryangjin